# Rodney Alcala
Rodney James Alcala, născut Rodrigo Jacques Alcala, (n. 23 august 1943, San Antonio, Texas, SUA – d. 24 iulie 2021, Corcoran⁠(d), California, SUA) a fost un criminal în serie, violator și infractor sexual⁠(d) american, care a fost condamnat la moarte în California pentru cinci crime comise între 1977 și 1979. El pledat, de asemenea, vinovat și a primit o sentință de 25 de ani de închisoare pentru alte două crime comise în New York. A fost inculpat și pentru o crimă din Wyoming, însă acuzațiile respective au fost retrase. Deși Alcala a fost legat în mod concludent de opt crime, numărul real al victimelor rămâne necunoscut și ar putea fi de până la 130.
Alcala a adunat o colecție de peste 1.000 de fotografii cu femei, adolescente și băieți, mulți dintre aceștia în ipostaze sexual explicite. În 2016, a fost acuzat de uciderea, în 1977, a unei femei identificate într-una dintre fotografiile sale. Se știe că Alcala a agresat cel puțin un alt subiect fotografiat, iar poliția a speculat că alții ar putea fi victime ale violului sau ale crimelor.
Procurorii au declarat că Alcala „se juca” cu victimele sale, strângându-le până își pierdeau cunoștința, pentru ca apoi să le lase să-și revină, uneori repetând acest proces de mai multe ori înainte de a le ucide în cele din urmă. Un detectiv de poliție l-a descris pe Alcala drept „o mașinărie de ucis”, iar alții l-au comparat cu Ted Bundy. Alcala este adesea numit „Ucigașul de la Dating Game”, deoarece a apărut în emisiunea de televiziune The Dating Game în 1978, în timp ce își comitea o serie de crime.

## Tinerețea
Rodney Alcala s-a născut în San Antonio, Texas, fiind al treilea dintre cei patru copii ai unui cuplu mexicano-american, Raul Alcala Buquor și Anna Maria Gutierrez. În 1951, tatăl său a mutat familia în Mexic, pentru ca trei ani mai târziu să-i abandoneze.
În 1954, pe când Alcala avea 11 ani, mama sa s-a mutat împreună cu el și cele două surori ale sale într-o suburbie din Los Angeles. Alcala era un elev dotat din punct de vedere academic, destul de popular printre colegii săi și susținut de familie. A urmat mai multe școli private în timpul tinereții, înainte de a absolvi Cantwell-Sacred Heart of Mary High School. 
În 1961, la vârsta de 17 ani, Rodney Alcala s-a înrolat în Armata Statelor Unite pentru a deveni parașutist și a servit ca funcționar administrativ. În timpul serviciului său militar, a fost remarcat de ofițerul său comandant ca fiind manipulator, răzbunător și insubordonat. Alcala a fost sancționat de mai multe ori pentru agresarea unor tinere. 
În 1964, după ceea ce a fost descris drept o criză nervoasă—în timpul căreia a părăsit Fort Bragg, Carolina de Nord, fără permisiune și a făcut autostopul până la casa mamei sale din California—Alcala a fost diagnosticat cu tulburare antisocială de personalitate, și i-a fost estimat un coeficient de inteligență de 135 de către un psihiatru militar. Ulterior, a fost externat din armată din motive medicale.
Alte diagnostice propuse ulterior de diferiți experți psihiatri în cadrul proceselor sale au inclus: tulburare narcisistă de personalitate, tulburare de personalitate borderline, precum și narcisism malign cu psihopatie și sadism sexual comorbid.
După externarea din armată, Alcala a absolvit Școala de Arte și Arhitectură UCLA⁠(d). Mai târziu, a studiat filmul la Universitatea din New York sub îndrumarea lui Roman Polanski.

## Antecedente penale

### Agresiunea împotriva lui Shapiro
La 25 septembrie 1968, un șofer care trecea pe lângă locul faptei, pe nume Donald Haines, a sunat la poliție după ce a fost martor la momentul în care Alcala a atras-o pe Tali Shapiro, în vârstă de opt ani, în apartamentul său din Hollywood. Shapiro, care locuia împreună cu familia la Chateau Marmont, se îndrepta spre școală când Alcala a oprit lângă ea și i-a oferit o cursă. Deși inițial a refuzat, Shapiro a acceptat după ce Alcala i-a spus că îi cunoaște părinții. Alcala a dus-o în apartamentul său, unde i-a spus că vrea să-i arate o fotografie. Când poliția a sosit la fața locului, Shapiro a fost găsită în viață, dar zăcând într-o baltă de sânge, după ce fusese violată și bătută cu o bară de oțel. Alcala fugise deja. Shapiro a intrat în comă timp de 32 de zile și a petrecut luni întregi în recuperare.

### Omorul lui Crilley
Pentru a evita mandatul de arestare⁠(d) emis pe fondul acuzațiilor de agresiune împotriva lui Shapiro, Alcala a părăsit California și s-a înscris la Universitatea din New York, folosind numele fals John Berger. Cornelia Crilley, o stewardeză de 23 de ani care lucra la Trans World Airlines, a fost găsită violată și ucisă în apartamentul său din Manhattan la 12 iunie 1971. Alcala o strangulase folosind chiar ciorapii de nailon ai victimei, lăsând-o fără viață în locuința sa de la 427 East 83rd Street. Se presupune că Crilley l-a întâlnit pe Alcala în timp ce se muta în noul apartament și că a acceptat ajutorul lui pentru a transporta câteva piese de mobilier. rămase nerezolvată până în anul 2011.

### Identificare, arestare și condamnare

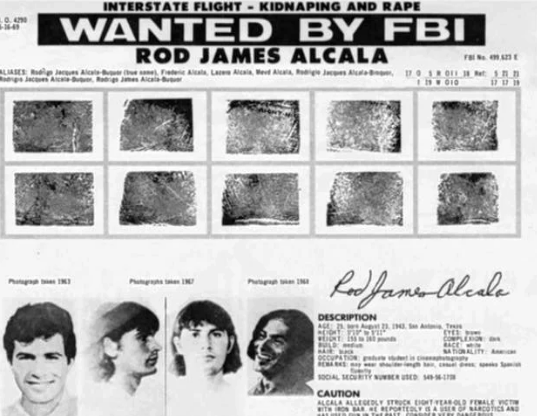
Afiș FBI emis pentru Alcala c. 1971

În 1971, Rodney Alcala a obținut un loc de muncă ca instructor la o tabără de arte din New Hampshire, cunoscut sub numele de Camp New Beginnings, situat în satul Georges Mills, lângă lacul Sunapee), folosind un alias ușor diferit, John Burger. La începutul anului 1971, FBI l-a adăugat pe Alcala pe lista sa cu cei mai căutați fugari.
Câteva luni mai târziu, doi tineri de la acel camp de arte au recunoscut poza lui Alcala pe un afiș FBI la oficiul poștal. În august, Alcala a fost arestat și extrădat în California. Până atunci, părinții lui Tali Shapiro își mutaseră întreaga familie în Mexic și au refuzat să permită fetei să depună mărturie la proces.
Fără martorul principal, procurorii nu au fost dispuși să-l acuze pe Alcala de viol și de tentativă de omor⁠(d). În schimb, el a fost condamnat pentru molestare de minori, o acuzație mai ușoară, și a primit o pedeapsă de trei ani. Alcala a fost eliberat condiționat în 1974, după treizeci și patru de luni de detenție.

### Eliberare și re-arestare
La mai puțin de două luni după ce a fost eliberat, Rodney Alcala a fost arestat din nou și condamnat pentru agresarea unei fete de 13 ani, identificată în documentele judiciare drept „Julie J.”, care acceptase să-l urmeze, crezând că o să o ducă la școală. Alcala a fost din nou eliberat condiționat după ce a ispășit doi ani de detenție, fiind eliberat în 1977 ca infractor sexual înregistrat.

### Dispariția lui Hover
După ce a fost eliberat pentru a doua oară în 1977, ofițerul de supraveghere⁠(d) din Los Angeles a luat o decizie neobișnuită, permițându-i unui infractor recidivist și unui fugari cunoscut să călătorească în New York. Anchetatorii NYPD cred acum că, la o săptămână după ce a revenit la Manhattan, Alcala a ucis-o pe Ellen Jane Hover, o femeie de 23 de ani, fiica proprietarului unui club de noapte, Herman Hover și nepoata actorilor Dean Martin și Sammy Davis Jr.. Hover a fost văzută ultima dată în apartamentul ei din New York, pe 15 iulie 1977. Agenda ei arăta că avea o întâlnire programată în aceeași zi cu John Berger.
Mai târziu, în 1977, FBI a primit un indiciu despre arestarea lui Alcala din 1971 în New Hampshire, legată de cazul Shapiro din California. Sub interogatoriu, Alcala a recunoscut că o cunoștea pe Hover, dar anchetatorii nu l-au putut aresta deoarece trupul ei nu fusese găsit. Rămășițele sale au fost descoperite în 1978, îngropate sub pietre grele pe un deal cu vedere la Râul Hudson, lângă o locație de pe proprietatea John D. Rockefeller. 

### Mutarea la Los Angeles
În 1977, Rodney Alcala a lucrat pentru scurt timp ca tipograf la Los Angeles Times și a fost interogat de membrii echipei de investigații a cazului Hillside Strangler, ca parte a cercetărilor asupra infractorilor sexuali⁠(d) cunoscuți. Deși Alcala a fost exclus ca suspect în cazul Strangler, el a fost arestat și a ispășit o scurtă pedeapsă pentru posesia de marijuana.
În această perioadă, Alcala a convins sute de tineri, bărbați și femei, că este un fotograf profesionist de modă și le-a făcut fotografii pentru „portofoliul său.” O fostă colegă de la Times și-a amintit că Alcala le arăta colegilor săi aceste fotografii: „Mi s-a părut ciudat, dar eram tânără; nu știam prea multe,” a spus ea. „Când l-am întrebat de ce făcea aceste fotografii, a spus că mamele lor îi cereau asta. Îmi amintesc că fetele erau goale.”
Liane Leedom, care avea 17 ani când Alcala i-a făcut fotografii în 1979, a relatat că: „El a spus că este profesionist, așa că, în mintea mea, eram un model pentru el.”. Leedom a mai spus că portofoliul pe care Alcala i l-a arătat includea „pagină după pagină cu băieți adolescenți [goi]”.

### Apariția la The Dating Game
În 1978, în mijlocul seriei sale de crime, Alcala a participat ca pretendent la populara emisiune-concurs⁠(d) The Dating Game. Moderatorul, Jim Lange, l-a prezentat ca fiind un „fotograf de succes... între două ședințe foto, îl puteți găsi practicând skydiving sau motociclism⁠(d).” Jed Miles, un alt „burlac” participant în acel episod, l-a descris pe Alcala drept un „tip foarte ciudat” cu „opinii bizare.”
Alcala a câștigat competiția și o întâlnire cu Cheryl Bradshaw, cea care a ales câștigătorul. Totuși, Bradshaw a refuzat ulterior să iasă cu el, spunând că l-a considerat „înfricoșător.”

### Seria de crime din California
- Pe 9 noiembrie 1977, Rodney Alcala a ucis-o pe Jill Terry Barcomb, o tânără de 18 ani din Oneida, New York. Cadavrul ei a fost abandonat pe un drum lângă Mulholland Drive, în Los Angeles. Barcomb a fost descoperită în poziție fetală⁠(d), dezbrăcată de la brâu în jos. Semnele indicau o agresiune sexuală, fiind strangulată cu o pereche de șireturi albastre și bătută.[25] Pe sânul drept al victimei s-au găsit trei urme de mușcături. Inițial, autoritățile au crezut că Barcomb a fost o victimă a Hillside Strangler. Cu toate acestea, după arestarea lui Kenneth Bianchi și Angelo Buono - niciunul dintre ei nu a recunoscut sau a fost condamnat pentru uciderea ei - autoritățile au stabilit că cazul ei nu era legat.

- Pe 16 decembrie 1977, Georgia Marie Wixted, o asistentă medicală de 27 de ani, a fost descoperită moartă în apartamentul său din Malibu. Ea fusese văzută ultima dată când o dusese cu mașina acasă pe colega sa Barbara Gale, după o seară petrecută la bar. Când Wixted nu s-a prezentat la muncă a doua zi, Gale și colegii lor au raportat dispariția acesteia. Poliția a sosit la apartamentul lui Wixted unde a găsit semne de intrare forțată⁠(d). Wixted a fost găsită goală pe podeaua dormitorului ei, strangulată cu ciorapii ei.[25] Victima fusese agresată sexual, iar craniul îi fusese zdrobit. Au fost de asemenea constatate mutilări genitale. Procurorii au folosit ulterior probe ADN și o amprentă găsită la locul faptei pentru a-l condamna pe Alcala.[26]

- Pe 24 iunie 1978, Charlotte Lee Lamb, o secretară juridică de 31 de ani din Santa Monica, a fost găsită moartă în spălătoria blocului în care locuia în El Segundo. Victima fusese agresată sexual, bătută și strangulată cu un șiret, fiind așezată într-o poziție sugestivă, cu mâinile legate la spate. ADN-ul găsit la locul crimei s-a potrivit cu cel al lui Alcala, iar o pereche de cercei descoperită în dulapul acestuia după uciderea lui Robin Christine Samsoe în 1979 a oferit dovada finală a legăturii sale cu crima.[26][12]

- Pe 14 februarie 1979, Rodney Alcala a luat-o în mașină pe Monique Hoyt, o autostopistă⁠(d) de 15 ani, în Riverside County.[27] El a dus-o pe Hoyt la apartamentul său, unde a violat-o. Ulterior, au călătorit într-o zonă muntoasă izolată din Joshua Tree, California, unde Alcala i-a făcut poze îmbrăcată doar în lenjerie intimă. A legat-o și a amuțit-o, continuând agresiunile prin viol repetat și sodomie. Alcala a lovit-o pe Hoyt în cap cu o piatră, însă aceasta a reușit să scape când Alcala a intrat într-o toaletă de la o benzinărie în drum spre Riverside County. Hoyt a depus o plângere la poliție, iar Alcala a fost arestat, însă mama lui a plătit cauțiunea pentru eliberarea sa.[27]

- Pe 13 iunie 1979, Jill Marie Parenteau, o operatoare de tastatură⁠(d) în vârstă de 21 de ani, a plecat mai devreme de la muncă pentru a merge la un meci de baseball. Când nu s-a prezentat la muncă a doua zi, poliția a mers la apartamentul său din Burbank și a descoperit semne de intrare forțată. Parenteau a fost găsită moartă, dezbrăcată, pe podeaua băii. Corpul ei fusese aranjat cu perne sub umeri. Victima fusese agresată sexual, bătută și strangulată. Criminalul s-a rănit trecând printr-o fereastră, iar probele de sânge l-au identificat ulterior pe Alcala ca pe autorul crimei. O prietenă a victimei, Katharine Bryant, a mărturisit că ea și Parenteau îl întâlniseră pe Alcala de mai multe ori într-un club.[4][26]

- Pe 20 iunie 1979, Robin Christine Samsoe, o fată de 12 ani din Huntington Beach, a dispărut în timp ce mergea cu o bicicletă de acasă până la clasa de balet. Corpul ei în descompunere a fost găsit 12 zile mai târziu în munții din apropierea Santa Anita Canyon Road.[28][29] Robin fusese bătută, violată și înjunghiată cu un cuțit. Prietenii lui Samsoe le-au spus polițiștilor că un străin s-a apropiat de ei pe plajă, cerându-le să le facă poze. Detectivii au distribuit un portret-robot al fotografului, iar ofițerul de supraveghere al lui Alcala l-a recunoscut.[12]

## Arestarea, procesele și condamnarea
Rodney Alcala a fost arestat în iulie 1979 și reținut fără cauțiune. A fost judecat pentru omorul lui Robin Christine Samsoe, a fost găsit vinovat în mai 1980 și condamnat la moarte în iunie. Cu toate acestea, verdictul a fost anulat de Curtea Supremă a Californiei în 1984, deoarece jurații fuseseră informați în mod necorespunzător despre faptele sale anterioare de agresiune sexuală. În mai 1986, după un al doilea proces aproape identic cu primul, cu excepția omiterii mărturiilor referitoare la antecedentele sale penale, a fost din nou găsit vinovat și condamnat la moarte în august.
În 1992, Curtea Supremă a Californiei a confirmat verdictul, însă Alcala a depus o cerere federală de habeas corpus, iar în 2001, un judecător federal a acceptat-o, anulând a doua condamnare a lui Alcala. Decizia a fost confirmată în 2003 de un tribunal al Curții de Apel a Statelor Unite, parțial deoarece unui martor nu i s-a permis să susțină afirmația lui Alcala că paznicul de parc care găsise trupul lui Samsoe fusese „hipnotizat de anchetatori”.
În timp ce se pregăteau pentru al treilea proces în 2003, anchetatorii din Comitatul Orange au descoperit că ADN-ul lui Alcala, colectat în baza unei noi legi statale, corespundea cu spermă găsită pe locurile crimei de viol și omor ale două femei din Los Angeles. Alte dovezi, inclusiv o corespondență ADN în 2004, au condus la inculparea lui Alcala pentru crimele altor patru femei: Jill Barcomb, 18 ani, o tânără din New York, găsită într-o râpă din Los Angeles în 1977, inițial considerată o victimă a Hillside Strangler; Georgia Wixted, 27 de ani, lovită cu un obiect contondent în apartamentul ei din Malibu în 1977; Charlotte Lamb, 31 de ani, violată, strangulată și lăsată în camera de spălat a unui complex de apartamente din El Segundo în 1978; și Jill Parenteau, 21 de ani, ucisă în apartamentul ei din Burbank în 1979.
În perioada în care a fost încarcerat între al doilea și al treilea proces, Alcala a scris și a auto-publicat o carte, You, the Jury, în care susținea că este nevinovat în cazul Samsoe și sugera un alt suspect. De asemenea, a intentat două procese împotriva sistemului penitenciar din California pentru un accident de alunecare și pentru refuzul de a-i oferi o dietă cu conținut scăzut de grăsimi.
În 2003, procurorii au depus o cerere de comasare a acuzațiilor lui Samsoe cu cele ale celor patru victime nou descoperite. Avocații lui Alcala au contestat această cerere. În 2006, Curtea Supremă a Californiei a decis în favoarea procurorilor și în februarie 2010, Alcala a fost judecat pentru cele cinci acuzații adunate.
Pentru al treilea proces, Alcala a ales să se reprezinte singur. El a depus mărturie în propria apărare și, timp de cinci ore, a jucat rolurile de interogator și martor, punându-și singur întrebări și adresându-se lui însuși ca „domnule Alcala”. În timpul acestei sesiuni de auto-interogare și răspunsuri, el le-a spus juraților, adesea într-un ton monoton și haotic, că se afla la Knott's Berry Farm unde se aplică pentru un post de fotograf la momentul răpirii lui Samsoe. El le-a arătat juraților o secvență din apariția sa din 1978 la The Dating Game, încercând să demonstreze că cercelul găsit în dulapul său din Seattle erau ale sale, nu ale lui Samsoe. Jed Mills, actorul care a concurat împotriva lui Alcala la show, a spus unui reporter că cercelul nu era încă un accesoriu social acceptabil pentru bărbați în 1978. „Nu am văzut niciodată un bărbat cu un cercel în ureche”, a spus el. „L-aș fi observat.”
Alcala nu a făcut niciun efort semnificativ pentru a contesta cele patru acuzații adăugate, cu excepția afirmației că nu-și amintea că ar fi ucis vreuna dintre femei.
După mai puțin de două zile, juriul l-a găsit vinovat pentru toate cele cinci acuzații de crimă de gradul I. Un martor surpriză în faza de condamnare a fost Shapiro. Richard Rappaport, un psihiatru plătit de Alcala și singurul martor al apărării, a declarat că tulburarea de personalitate borderline ar putea explica afirmațiile lui Alcala că nu-și amintea comiterea crimelor. Procurorul a susținut că Alcala era un „prădător sexual” care „știa că ceea ce făcea era greșit și nu-i păsa”. În martie 2010, Alcala a fost condamnat la moarte pentru a treia oară.
După condamnarea sa din 2010, autoritățile din New York au anunțat că nu vor mai urmări cazul lui Alcala din cauza statutului său de condamnat în așteptarea execuției. Cu toate acestea, în ianuarie 2011, un mare juriu din Manhattan l-a pus sub acuzare pentru asasinarea lui Crilley și Hover din 1971 și 1977. În iunie 2012, el a fost extrădat în New York, unde inițial a pledat „nevinovat” pentru ambele acuzații. În decembrie 2012, el și-a schimbat ambele plângeri în „vinovat”, invocând dorința de a se întoarce în California pentru a contesta condamnarea la moarte. Pe 7 ianuarie 2013, un judecător din Manhattan l-a condamnat pe Alcala la o pedeapsă suplimentară de la 25 de ani la închisoare pe viață. Pedepsele cu moartea au fost anulată în statul New York în 2007.

## Alte victime

### Fotografii neidentificate
În martie 2010, departamentele de poliție din Huntington Beach, California și New York City făcut publice 120 dintre fotografiile lui Alcala și au solicitat ajutorul publicului pentru identificarea acestora, în speranța de a stabili dacă vreuna dintre femeile și copiii pe care i-a fotografiat erau victime suplimentare. Aproximativ 900 de fotografii suplimentare nu au putut fi făcute publice, au spus polițiștii, deoarece prea explicite din punct de vedere sexual. În primele câteva săptămâni, poliția a raportat că aproximativ 21 de femei s-au prezentat pentru a se identifica, și „cel puțin șase familii” au spus că recunosc persoane dragi care „disparuseră cu ani în urmă și nu fuseseră găsite”. Niciuna dintre fotografii nu a fost în mod clar legată de o persoană dispărută sau de o crimă nerezolvată până în 2013. O sută zece dintre fotografiile originale rămân postate online, iar poliția continuă să solicite ajutorul publicului pentru noi identificări.

### Morgan Rowan
După moartea lui Alcala în 2021, Morgan Rowan, în vârstă de 68 de ani, a contactat pe Steve Hodel, unul dintre investigatorii inițiali ai cazului Shapiro, și a descris cum a fost atacată de Alcala în iulie 1968, când avea 16 ani. Rowan a afirmat că, în timp ce locuia în Hollywood, a fost abordată de Alcala la un club de noapte pentru tineri de pe Sunset Strip și a intrat în mașina lui, crezând că el o va duce la un restaurant. În schimb, Alcala a condus la apartamentul său, situat la câteva străzi distanță, unde a spus că dă o petrecere. Când au ajuns acolo, Alcala a tras-o pe Rowan în dormitorul său, a baricadat ușa și apoi a bătut-o și a violat-o. Rowan a fost salvată de prieteni și cunoștințe care au spart geamul camerei. Alcala a fugit, iar Rowan a fost scoasă din apartament de prietenii ei.

### Pamela Lambson
În martie 2011, investigatorii din Marin County, California, situat la nord de San Francisco, au anunțat că sunt siguri că Alcala este responsabil pentru uciderea lui Pamela Jean Pam Lambson, o tânără de 19 ani, care a dispărut după ce a mers la Fisherman's Wharf pentru a se întâlni cu un bărbat care se oferise să o fotografieze. Corpul ei bătut și gol a fost găsit ulterior în Marin County, lângă un traseu de drumeție. În lipsa amprentelor digitale sau ADN utilizabil, nu au fost formulate niciodată acuzații, dar poliția a afirmat că există suficiente dovezi pentru a-i convinge că Alcala a comis crima.

### Christine Thornton
În septembrie 2016, Alcala a fost acuzat de uciderea lui Christine Ruth Thornton, o femeie de 28 de ani. În iunie 1977, ea a fost văzută pentru ultima oară făcând autostop și nu s-a mai auzit nimic de ea. În 2013, o imagine făcută publică de Poliția din Huntington Beach și NYPD, care o arăta pe o femeie cu părul întunecat călărind o motocicletă și purtând o cămașă galbenă, a fost recunoscută de sora lui Thornton.
Cadavrul acesteia a fost găsit în Comitatul Sweetwater, Wyoming, de-a lungul autostrăzii Interstate 80, în 1982, dar nu a fost identificat până în 2015, când ADN-ul furnizat de rudele lui Thornton a corespuns probelor de țesut prelevate de la rămășițele sale. Alcala a recunoscut că a făcut fotografia, dar nu că a ucis-o. Alcala, în vârstă de 73 de ani, era prea bolnav pentru a face călătoria din California în Wyoming pentru a fi judecat în baza noilor acuzații.

### Alte cazuri
În 2010, poliția din Seattle l-a identificat pe Alcala ca „persoană de interes⁠(d)” în mai multe crime nerezolvate din statul Washington, deoarece Alcala închiriase un depozit în zona Seattle, în care investigatorii au găsit ulterior bijuterii aparținând a două dintre victimele lui din California, în 1979. Alte cazuri neelucidate au fost vizate pentru reinvestigare în California, New York, New Hampshire și Arizona.
- Cherry Ann Greenman, 20 de ani, a fost văzută pentru ultima oară în Waterville, Washington pe 14 septembrie 1976, după ce a fost eliberată din închisoarea din comitatul Douglas.[68] O fotografie găsită în depozitul lui Alcala a fost arătată familiei Greenman, care a confirmat că nu era ea.[69]
- Antoinette Jean Whitaker, 13 ani, era o elevă care trăia într-un centru de plasament când a ieșit cu un bărbat neidentificat în noaptea de 9 iulie 1977. O săptămână mai târziu, corpul ei a fost găsit într-un teren viran din Lake City, Seattle. Ea fusese înjunghiată mortal; nu existau dovezi că ar fi fost agresată sexual.[67]
- Pe 17 februarie 1978, Joyce Francine Gaunt, 17 ani, a fost găsită într-o zonă de picnic din Seward Park, Seattle. Ea era goală și zăcea cu fața în jos; craniul îi fusese zdrobit. Adolescenta cu dizabilități de dezvoltare fusese bătută, strangulată și agresată sexual. Ea trăia într-un cămin pe Capitol Hill când a fost văzută pentru ultima oară plecând să se întâlnească cu un bărbat neidentificat pe 16 februarie.[67]

## Moartea
Alcala a decedat din cauza unui atac de cord într-un spital din Comitatul Kings pe 24 iulie 2021, la vârsta de 77 de ani.

## În mass-media
- În 2010, seria de documentare criminale 48 Hours Mystery difuzată pe CBS a prezentat un episod despre Alcala intitulat Rodney Alcala: The Killing Game.[71]
- În 2017, seria de documentare criminale Murder Made Me Famous difuzată pe Reelz a prezentat un episod despre Alcala intitulat The Dating Game Killer.[72]
- În 2017, un film biografic despre viața lui Alcala, intitulat The Dating Game Killer, a fost regizat de Peter Medak și difuzat pe rețeaua de televiziune americană Investigation Discovery.[73][74]
- În 2021, seria 20/20 difuzată pe ABC a prezentat un episod despre Alcala intitulat The Dating Game Killer.[75][76][77]
- În 2022, a fost lansată o serie documentară în trei părți despre Alcala, intitulată Dating Death.[78]
- În 2024, Netflix a lansat un film biografic, intitulat Woman of the Hour, regizat de și cu Anna Kendrick. Filmul prezintă mai multe dintre crimele lui Alcala, precum și apariția sa la emisiunea The Dating Game în timpul seriei sale de crime.[79]